# 约翰·伦奇
约翰·威廉·伦奇 （John William Wrench, Jr.，1911年10月13日－2009年2月27日），美国数学家，学术专长为数值分析，为用计算机进行数学计算的先驱者，最有名的工作是与丹尼尔·尚克斯合作计算圆周率，精确到小数点后10万位。

## 生平和教育
伦奇于1911年10月13日生于纽约韦斯特菲尔德镇，在纽约汉堡镇（Hamburg）长大。1933年，他获得纽约州立大学布法罗分校数学最优等文学士，两年后，他在同一所学校获得数学硕士学位。1938年，伦奇在耶鲁大学获得数学博士学位。他的博士论文题目是反正切关系的导出（The derivation of arctangent relations）。
2009年2月27日，伦奇在马里兰州弗雷德里克因肺炎去世。

## 学术生涯
伦奇的职业生涯起自乔治华盛顿大学的教师职位，在第二次世界大战期间，转而为美国海军做科学研究工作，研究方向是开发高速计算方法，他成为用计算机进行数学计算的先驱者之一。他的研究项目涉及水声学、水下爆炸、结构设计、流体力学、空气动力学和数据分析。1953年，伦奇成海军泰勒船模试验槽应用数学实验室副主任，1974年在实验室主任的职位上退休。他同时还在耶鲁大学、卫斯理大学、马里兰大学学院市分校和美利坚大学等大学有学术兼职。
伦奇一个特别的研究兴趣是计算圆周率小数位数，甚至在没有计算机的时候就做了非常冗长的计算。在1945－1956年期间，伦奇与人合作，利用台式计算器，将圆周率算到小数点后1160位。1961年，伦奇和丹尼尔·尚克斯利用一台IBM 7090计算机将圆周率计算到小数点后10,000位。
这一精确到小数点后10,000位的圆周率被别人用烫金数字印刷出来，捐赠给了史密森尼学会。
伦奇还计算了其他一些数学常数，比如将欧拉-马歇罗尼常数 γ计算到小数点后328位，将辛钦常数计算到小数点后65位。
伦奇曾担任《计算数学学报》（Journal of Mathematics of Computation）编辑。伦奇是美国国家科学院院士和美国国家科学研究委员会委员。伦奇共发表约150余篇学术论文。 